# Manuel Tadros
Pour les articles homonymes, voir Tadros.
Manuel Tadros, né le 30 septembre 1956 au Caire, (Égypte), est un auteur-compositeur-interprète et comédien canadien d'origine égyptienne.
Actif dans le monde de la voix, dans le jeu vidéo comme dans l'animation, il a doublé plus d'un millier de films, dirigé des plateaux de doublage et est aussi adaptateur de films de l'anglais au français. Il est la voix régulière de Luis Guzmán, Gary Oldman, Danny Trejo, Antonio Banderas, Nick Offerman, Alfred Molina, Danny DeVito, Ving Rhames, Martin Lawrence, Ray Winstone ou encore Jeffrey Wright. Il a aussi prêté sa voix et son visage à Rodrigo Borgia dans le jeu Assassin's Creed II d'Ubisoft.

## Biographie
Manuel Tadros est né au Caire, en Égypte,, le 30 septembre 1956. Son père, Emmanuel Saadi Tadros, était copte et sa mère, Suzette Sawaya, était d'origine libanaise,. Tadros a immigré au Québec avec ses parents quand il avait dix ans,. Il a grandi à Verdun, à Montréal.

### Carrière
Manuel Tadros a commencé sa carrière comme chanteur à la fin des années 1970. Puis il se met à composer pour des artistes québécois comme Véronic DiCaire, Roch Voisine, Nicole Martin, Patrick Norman, Natasha St-Pier, Nodéjà, le Cirque du Soleil pour le spectacle Alegría et Julie Masse, pour qui il a écrit le classique Socan, C'est zéro.
En 1996, il commence une carrière d’acteur dans des séries télévisées. Le théâtre et les comédies musicales l’ont aussi attiré ; il a joué dans Roméo et Juliette, de la haine à l'amour.
Il a animé les émissions Jeunesse et Pop express de 1982 à 1984, ainsi que le magazine éducatif Code d’accès, de 1998 à 2000.

## Vie privée
Il est membre fondateur et administrateur de la société Artisti.
Diabétique depuis l'âge de 13 ans, il est porte-parole de la « Fondation de la recherche sur le diabète juvénile » (FRDJ) depuis 2000.
Manuel Tadros était marié avec Geneviève Dolan, une administratrice d'un collège public québécois, avec qui il a eu un fils, le réalisateur et acteur Xavier Dolan. Manuel Tadros et Geneviève Dolan ont divorcé en 1991, alors que leur fils avait 2 ans. Manuel Tadros a eu un autre fils issu d'une relation antérieure avec une femme appelée Diane,.
Le 28 août 2021, Manuel Tadros épouse l'écrivaine québécoise Émilie Ndejuru,, avec qui il est en couple depuis 2016.

## Filmographie

### Cinéma
- 1997 : Twist of Fate : Dr Hassan
- 1998 : Pendant ce temps... : mafioso sévère
- 2000 : La Promesse
- 2002 : Aime ton père : M. Azouz
- 2003 : Comment ma mère accoucha de moi durant sa ménopause : le biologiste
- 2003 : Au-delà des frontières (Beyond Borders) : Chechen Mobster
- 2004 : Resident Evil : Apocalypse : Carlos Oliveira
- 2005 : La Vie avec mon père : l'ami médecin
- 2005 : Le Territoire des morts : Chihuahua
- 2008 : Le Piège américain : Joseph Valachi
- 2009 : J'ai tué ma mère de Xavier Dolan : le propriétaire de l'appartement visité
- 2010 : L'Appât : le maître de cérémonie
- 2012 : Laurence Anyways : le concierge
- 2013 : Tom à la ferme de Xavier Dolan : le barman
- 2013 : Le Gentleman III, Kala
- 2015 : Nouvelle Adresse : Robert Maréchal
- 2015 : Salut Dino de Jimmy Larouche : lui-même
- 2015 : An English man in Québec de Matt Zimbel
- 2015 : X-men Apocalypse de Bryan Singer : chef du culte égyptien
- 2016 : Père fils thérapie ! d'Émile Gaudreault : Sofian
- 2018 : Wolfe de Francis Bordeleau : le narrateur
- 2020 : La Face cachée du baklava de Maryanne Zéhil : Jacques
- 2023 : Beau Is Afraid : le commis du dépanneur

### Courts-métrages
- 2009 : Assassin's Creed: Lineage (court métrage) : Rodrigo Borgia
- 2016 : Okkupay
- 2017 : Où vont les chats après 9 vies
- 2019 : Giachino : Quentin Fabiani

### Télévision
- 1996 : Omertà : Frank Vastelli
- 1997 : Omertà II - La loi du silence : Frank Vastelli
- 1998 : Meurtrière par amour : Carlo
- 1999 : Omertà, le dernier des hommes d'honneur : Frank Vastelli
- 1999 : Bonanno : A Godfather's Story : Mimi Sebella
- 2001 : The Warden : Diaz
- 2002 : Le Dernier Chapitre : Carlos Vasquez
- 2002 : Watatatow (série télévisée) : Luigi Del Vecchio (2002-2005)
- 2005 : Trafic d'innocence de Christian Duguay : Miguel
- 2006 : Allô Pierre-L'eau de Eric D. Savage, Simon Barrette : Octave
- 2008 : Casino : M. Samanhri
- 2013 : Roxy : M. Corneli
- 2013 : Le Gentleman : Kala
- 2019 : Une autre histoire : Claudio Romero
- 2019 : District 31 : Jean-Pierre Cazin
- 2021 : La Faille : Edmond Chamfort

### Jeux vidéo
- 2009 : Assassin's Creed II : Rodrigo Borgia
- 2010 : Assassin's Creed : Brotherhood : Rodrigo Borgia
- 2012 : Far Cry 3 : Hoyt Volker
- 2021 : Biomutant : le narrateur

## Théâtre et comédies musicales

### Théâtre
- 1995 : Le Bijou
- 1998 : À vos souhaits
- 2000 : Un cadeau du ciel
- 2010 : YEL (Prospero)
- 2013 : Marius & Fanny (Rideau vert)
- 2017 : La mort du commis voyageur (Rideau vert)
- 2017 : Comment je suis devenu musulman (La Licorne)
- 2018 : Oslo (Duceppe)

### Comédies musicales
- 1998 : Jerusalem the Musical
- 2002 : Roméo et Juliette, de la haine à l'amour : le prince de Vérone
- 2004 : Nostalgia
- 2005 : Nostalgia
- 2006  : Et Maintenant… Bécaud
- 2007  : Salut à Bécaud et Aznavour. Casino de Montréal
- 2019  : Salut à Bécaud et Aznavour. Casino de Montréal

## Doublage

### Cinéma

#### Films d'animation
- 1992 : Aladdin : le marchand narrateur
- 1994 : Le Cygne et la Princesse : Pamphile
- 1995 : Histoire de jouets : Voix supplémentaires
- 1996 : Aladdin et le Roi des voleurs : le marchand
- 1996 : James et la Pêche géante : le mille-pattes
- 1996 : Le Bossu de Notre-Dame : Hugo
- 1998 : Une vie de bestiole : Coli
- 1998 : Nuit de paix avec Buster et Chauncey : Buster
- 2000 : La Petite Sirène 2 : Retour à la mer : Tip (dialogues)
- 2000 : Titan après la Terre : Gune et Tek
- 2000 : Le Lion d'Oz : Tog
- 2001 : Monstres, Inc. : Tony
- 2001 : La Belle et le Clochard 2 : L'Aventure de Scamp : Buster
- 2002 : La Planète au trésor : Onus
- 2002 : Le Bossu de Notre-Dame 2 : Hugo
- 2002 : Hé Arnold !, le film : Nick Vermicelli
- 2003 : Trouver Nemo : Nigel
- 2004 : Les Incroyable : Gilbert L'Œuf
- 2004 : La Ferme de la prairie : Rico
- 2006 : Les Bagnoles : Mater
- 2006 : Georges le petit curieux : Ivan
- 2007 : Bienvenue chez les Robinson : Coach
- 2009 : Il pleut des hamburgers : Manny
- 2010 : Histoire de jouets 3 : Twitch
- 2010 : Scooby-Doo : Abracadabra : Amos
- 2011 : Les Bagnoles 2 : Mater
- 2011 : Les Petits Pieds du bonheur 2 : Nestor
- 2011 : Rango : Œil de pierre
- 2011 : Le Chat potté : le Chat potté
- 2011 : Gnoméo et Juliette : Featherstone
- 2012 : Le Lorax : le Lorax
- 2013 : L'Université des monstres : professeur Knight
- 2013 : Détestable Moi 2 : Eduardo Perez / El Macho
- 2013 : Il pleut des hamburgers 2 : Manny
- 2013 : Mission dindons : Myles Standish
- 2014 : M. Peabody et Sherman : Les Voyages dans le temps : Léonard de Vinci
- 2014 : Le Film Lego : Barbe de métal
- 2016 : Angry Birds, le film : Léonard le cochon barbu
- 2016 : Zootopia : Mr Big (versions française et québécoise)
- 2016 : Normand du Nord : le grand-père
- 2016 : Chantez ! : Norman
- 2016 : Les Cigognes : Jasper
- 2017 : Coco : Plaza Mariachi
- 2017 : Les Schtroumpfs : Le Village perdu : le Grand Schtroumpf
- 2017 : Les Bagnoles 3 : Mater
- 2017 : L'étoile de Noël : Rufus
- 2018 : Les Abominables petits-pieds : Dorgie
- 2019 : Espions incognito : Killian
- 2019 : Le Film Lego 2 : Barbe de métal
- 2019 : Angry Birds : Le film 2 : Léonard le cochon barbu
- 2019 : UglyDolls : Babo
- 2020 : Les Trolls 2 : Tournée mondiale : Tresillo
- 2021 : La bagarre : Fred

### Télévision

#### Téléfilms
- 2015 : Enquêtes gourmandes : Meurtre au menu : Peter (Bill Dow)
- 2021 : Mes fiancés de Noël : Leo Kim (Paul Sun-Hyung Lee)
- 2021 : Romance et pierres précieuses : David Tally (Alain Goulem)

#### Séries télévisées
- 2001-2005 : Coroner Da Vinci : Détective Zack McNab (Stephen E. Miller)
- 2004-2009 : Les Sœurs McLeod : Harry Ryan (Marshall Napier)
- 2007-2010 : Hôtel Babylon : Gino Primirola (Martin Marquez)
- 2008-2012 : La limite : Donny (Daniel Kash)
- 2010-2011 : Indie à tout prix : Prakash Mehta (Babaji) (Errol Sitahal)
- 2011-2015 : Blackstone : Tom Fraser (Ray G. Thunderchild)
- 2013-2015 : Le Transporteur : Inspecteur Tarconi (François Berléand)
- 2014-2018 : Les Foster : Victor Gutierrez (Tony Plana)
- 2015-2016 : Motard espion : Kid (Stephen Eric McIntyre)
- 2016-2020 : Vikings : Harald à la Belle Chevelure (Peter Franzén)
- 2018-2019 : Célébrités en amour : Alan Mills (Shawn Christian)

#### Séries d'animation
- 1999 : Barney : Coli
- 2001 : L'Île de la tortue : Captain Minus
- 2005 : Polyvalente Baptiste Huard : Iqbal Kandallah
- 2008 : La vie est un zoo : Rico
- 2009-2011 : Jimmy l'Éclate : Rudolpho / Grand-Père
- 2010-2011 : Célibataire cherche : Vikram Cha Cha / Larry
- 2011-2013 : Dans l'canyon : Nalappat / Mario
- 2011-2015 : Les Chroniques de Matt Hatter : Grand-Père Alfred
- depuis 2016 : Sous les mers : Agger
- 2017 : Winston et Dudley Ding Dong : Dutty
- 2017-2018 : Mysticons : Nova Terron
- 2018 : L'Agent Jean ! : Tibérius
- depuis 2020 : Dounia : Jeddo Darwich
- 2021 : What If...? : Ulysse Klaue
- 2022 : Zootopie+ : M. Big
- 2024 : Hotel Hazbin : Husk

#### Émissions télévisées
- 2023- : La vie est un carnaval : Collaborateur

#### Jeux vidéo
- Assassin's Creed II : Rodrigo Borgia
- Assassin's Creed III : Jambe de bois
- Biomutant: Le Narrateur[17]

## Publicités
- 2011 - 2013 : Du poulet jeudi - Old El Paso
- 2016 : The Great Indoors : Casinorama